# 幽玄
幽玄（ゆうげん）とは、文芸・絵画・芸能・建築等、諸々の芸術領域における日本文化の基層となる理念の一つ。
本来は仏教や老荘思想など、中国思想の分野で用いられる漢語であったが、平安時代後期から鎌倉時代前期の代表的歌人であり、千載和歌集を撰集した藤原俊成により、和歌を批評する用語として多く用いられて以来、歌論の中心となる用語となった。同じ歌道の理念である有心（うしん）とともに並び用いられることが多いが、本来は別の意味の言葉である。
その後、能楽・禅・連歌・茶道・俳諧など、中世・近世以来の日本の芸術文化に影響を与え続け、今日では一般的用語としても用いられるに至っている。

## 概要
- 物事の趣が奥深くはかりしれないこと。また、そのさま。
- 趣きが深く、高尚で優美なこと。また、そのさま。
- 気品があり、優雅なこと。また、そのさま。
- 上品でやさしいこと。そのさま。
- 中古の「もののあはれ」を受け継ぐ、中世の文学・芸能の美的理念の一。言葉に表れない、深くほのかな余情の美。

美的理念の一つ。中世芸術の中心的理念。本来中国（後漢）の典籍に見出される語で，原義は老荘思想や仏教の教義などが深遠でうかがい知ることができないこと、深遠微妙な性命的神秘性を意味した。智顗はこの語を「微妙にて測り難し」、法蔵は「甚深」と解説している。
『古今和歌集』真名序や『本朝続文粋』など日本の文学作品でも、神秘的で深い意味があるらしいが明確にはとらえられないという意に用いている例がある。歌論書や歌合判詞などでは、縹渺たる雰囲気をもっている作品、神仙的な優艶な気分の漂う作品、面影を彷彿させる作品などの評語としてこの語を用いる。藤原俊成が歌合判詞類に14例用いるなどこの語をしばしば用いた。次第に〈優〉〈艶〉をも包摂するようになりつつ、歌論や連歌論でしきりに用いられ、また能楽論にも応用された。鴨長明『無名抄』では言外に漂う余情であるとした。藤原光俊 (真観)は優艶に近い概念としてとらえている。歌僧正徹や能楽においてはやさしい美しさ、女性的なたおやかな美と考えている。『古今集』では上古の歌の神秘な趣を「興幽玄に入る」と評し、壬生忠岑『和歌体十種』では優れた歌体である「高情体」の属性を「義幽玄に入る」と規定している。
このように時代により、また人や作品によりやや幅があるが最も日本的な美の一つである。

## 和歌の幽玄
古くは、『古今和歌集』の真名序において「興或は幽玄に入る」として用いられている。『古今和歌集』の撰者の一人である壬生忠岑は、歌論『和歌体十種』の高情体の説明において「詞は凡そ流たりと雖も、義は幽玄に入る、諸歌の上科と為す也」と表現し、高情体を十種の最高位としている。
平安時代後期の歌人藤原基俊は、歌合の判詞において「言凡流をへだてて幽玄に入れり。まことに上科とすべし」「詞は古質の体に擬すと雖も、義は幽玄の境に通うに似たり」と残している。基俊に師事した藤原俊成は、歌合の判詞の中で、幽玄を「姿既に幽玄の境に入る」「幽玄にこそ聞え侍れ」「幽玄の体なり」「心幽玄」「風体は幽玄」と批評用語として多用した。また藤原俊成の子で『新古今和歌集』・『百人一首』の撰者である藤原定家は、歌論『毎月抄』の中で和歌を分類した十体の一つとして、幽玄様を挙げている。
もう一つの幽玄を確立したといわれる俊恵の弟子の鴨長明は、その著書『無名抄』の中で、幽玄を「詞に現れぬ余情、姿に見えぬ景気なるべし」「心にも理深く詞にも艶極まりぬれば、これらの徳は自ら備はるにこそ」と、問答形式の中で定義している。
室町時代の歌人正徹は、歌論『正徹物語』の中で、「人の多く幽玄なる事よといふを聞けば、ただ余情の体にて、更に幽玄には侍らず。或は物哀体などを幽玄と申す也。余情の体と幽玄体とは遙か別のもの也。皆一に心得たる也。」と記している。

## 連歌の幽玄
南北朝時代の連歌の大成者である二条良基はその著書『九州問答』の中で「所詮連歌と云物は、幽玄の境に入ての上の事也。」と述べており、『十問最秘抄』の中では、心の持ち様を意味する用法としての「意地」の説明の中で、「正しくゆがまず幽玄なる事」の普遍的な必要性を説いている。
室町時代中期の天台宗の僧であり、連歌作者として知られる心敬は、その著書『心敬僧都庭訓』の中で「幽玄というものは心にありて詞にいはれぬものなり」と述べている。また歌論『ささめごと』において、一般人が単に「姿の優ばみたること」を幽玄と心得るのに対し、「古人の幽玄体と取りおけるは、心を最用とせしにや」として美意識ともいうべき「心の艶」が条件として伴うものとしている。また連歌においては、感情・面影・余情を旨として「いかにも言ひ残し理なき所に幽玄・哀れはあるべしとなり」と記している。
室町時代後期の連歌師宗祇は、著書『吾妻問答』の中で「長高く幽玄有心なる姿」、『長六文』の中で「幽玄にたけたかく」という表現を用いており、宗祇の連歌における理想を示すものと考えられている。